# Phyllolabis mendli
Phyllolabis mendli là một loài ruồi trong họ Limoniidae. Chúng phân bố ở miền Cổ bắc.